# Koninklijke Harmonie Concordia Waarschoot
De Koninklijke Harmonie Concordia is een harmonie in de Belgische gemeente Waarschoot.

## Geschiedenis
De Koninklijke Harmonie "De Christene werklieden" werd opgericht in 1925. In 1995 werd de harmonie "De Christene werklieden" omgedoopt tot "Concordia". De naamswijziging stond symbool voor het weglaten van de politieke achtergrond. Sinds 2008 wordt de harmonie geleid door Severine Sierens. Momenteel bestaat de harmonie uit een veertigtal muzikanten die wekelijks samenkomen om te repeteren.

## Dirigenten
- 1925-1956 Octaaf De Busschere
- 1956-1967 Jozef Nachtergaele
- 1967-1984 Willy Van den Genachte
- 1984-2006 Francky Sarrazyn
- 2006-2008 Hendrik Laplasse
- 2008- Severine Sierens